# 多元智能理論

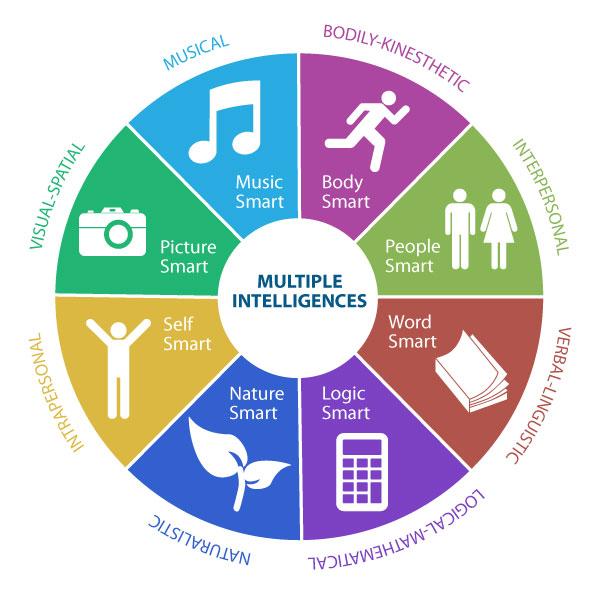
圖示多元智能理論下的八大情態

多元智能理論（Theory of multiple intelligences，簡稱MI）是由美國哈佛大學教育研究院教授霍華德·加德納（Prof. Howard Gardner） 於1983年所提出的教育理論。出自其著作《心智的架構》（Frames of Mind: The Theory of Multiple Intelligences）內。多元智能理論是現代教育界中最常採用的理論之一，其應用層面及範圍亦非常廣泛。

## 概要
按照加德納的理論，「多元智能」應包含以下八個情態範疇（modality）
：
1. 語言智能（Verbal/Linguistic）
2. 空間智能（Visual/Spatial）
3. 邏輯數理智能（Logical/Mathematical）
4. 肢體動覺智能（Bodily/Kinesthetic）
5. 音樂智能（Musical/Rhythmic）
6. 人際關係智能（Inter-personal/Social）
7. 自省智能 (Intra-personal/Introspective)
8. 自然辨識智能（Naturalist，加德納在1999年補充）

加德納認為，每一個人都賦有這八種智能，分別在於每個人在各種智能範疇中都有其強項及弱項，而他相信每種智能，都可以透過持續的學習或訓練，從而到達一定的水準。當一個人在某一個範疇有超越一般人的表現，廣義上可介定為「資優」；反之，若在某一個範疇的表現被一般人為落後，廣義上亦可介定為「稍遜」，需要透過不同的方式去強化基本能力，或者引導學習者以其強項去補缺本身的弱項部份。加德納還特別強調，強化學習者較弱的範疇，是透過正面的方式去處理，而非傳統上採用責罰的方式去為難學習者。

## 各種智能簡述

### 語言智能
包括口頭語言運用及文字書寫的能力，把句法、音韻學、語義學、語言實用學結合並運用自如。這類人在學習時是用語言及文字來思考，喜歡文字遊戲、閱讀、討論和寫作。

### 空間智能
空間智能強的人對於色彩、線條、形狀、形式、空間及它們之間關係的敏感性很高，能準確地感覺視覺空間，並把所知覺到的表現出來。這類人在學習時是用意象及圖像來思考的。
空间智能可以划分为形象的空间智能和抽象的空间智能两种能力。形象的空间智能为画家的特长。抽象的空间智能为几何学家特长。建築學家形象和抽象的空間智能都擅長。

### 邏輯數理智能
從事與數字有關工作的人特別需要這種有效運用數字和推理的智能。他們學習時靠推理來進行思考，喜歡提出問題並執行實驗以尋求答案，尋找事物的規律及邏輯順序，對科學的新發展有興趣。即使他人的言談及行為也成了他們尋找邏輯缺陷的好地方，對可被測量、歸類、分析的事物比較容易接受。

### 肢體動覺智能
善於運用整個身體來表達想法和感覺，以及運用雙手靈巧地生產或改造事物的能力。這類人很難長時間坐著不動，喜歡動手建造東西，喜歡戶外活動，與人談話時常用手勢或其他肢體語言。他們學習時是透過身體感覺來思考。

### 音樂智能
音樂智能強的人能察覺、辨別、改變和表達音樂，對節奏、音調、旋律或音色較具敏感性。在學習時是透過節奏旋律來思考。

### 人際關係智能
這類人對人的臉部表情、聲音和動作較具敏感性，能察覺並區分他人的情緒、意向、動機及感覺。他們比較喜歡參與團體性質的活動，較願意找別人幫忙或教人如何做事，在人群中才感到舒服自在。他們通常是團體中的領導者，靠他人的回饋來思考。例如：卡內基、黑幼龍、羅斯福。

### 自省智能
內省智能強的人能自我瞭解，意識到自己內在情緒、意向、動機、脾氣和欲求，以及自律、自知和自尊的能力。他們會從各種回饋管道中瞭解自己的優劣，常靜思以規劃自己的人生目標，愛獨處，以深入自我的方式來思考。
内省智能可以划分两个长层次：事件层次和价值层次。事件层次的内省，指向对于事件成败的总结。价值层次的内省，将事件的成败和价值观联系起来自审。

### 自然智能
能認識植物、動物和其他自然環境（如雲和石頭）的能力。自然智能強的人，在打獵、耕作、生物科學上的表現較為突出。
自然智能应当进一步归结为探索智能。包括对于社会的探索和对于自然的探索两个方面。

## 實踐方式
過去的多元智能發展主要集中在幼兒園，因為教育專家及官員認為，培養學生的多元智能發展應該由小做起，並慢慢推廣至其他層面。然而，廣義來說，多元智能理論的框架不單能在小學及幼稚園的層面推廣，在中學、大學、甚至研究院或在職培訓也是合適。在華人地區已有教育組織陸續將多元智能理論推廣及實踐於幼稚園、小學、中學、大學、研究院/所、企業等層面。近年不少國際MBA的課程都加入了創意思維的課程，以加強學生在新時代的適應力和創意方面的開發。這正正就是加德納所提出的多元智能的其中一個範疇。
由於多元智能理論有助老師從學生的智能分布去更瞭解學生，中小學通常將理論用於兩方面：
1. 可以利用多元智能理論來發掘資優學生，並進而為他們提供合適的發展機會，使他們茁壯成長；
2. 可以利用多元智能理論來扶助有問題的學生，並採取對他們更合適的方法去學習。香港現時有幾家中學，容許部份語文能力較低的學生利用錄像來交功課。

然而，每個孩子都有獨特的天賦，每一位學生都需要伯樂。於華人地區之教育組織及教育工作者應用多元智能理論，應擴及各層面的學校老師和教授及學生家長，運用實務且生活化的多元智能觀念來了解每一位學生，透過陪伴、觀察、多元智能測驗評量及經設計的智能課程活動等方式，發現每一位學生的優勢智能和天賦，繼而運用多元智能教學法因材施教，鍛鍊並提升每一位學生的多元智能表現，輔導學生根據自己的優勢智能有效學習、探索生涯發展方向（例如科系及職業），據以實踐西方之多元智能理論及東方因材施教之教育理念。

### 文獻
- 張湘君、葛琦霞 編著，（2001），“多元智能輕鬆教─九年一貫課程統整大放送”，天衛文化，台北市，台灣。
- Burke, Kay. (1999), "The Mindful School: How to Assess Authentic Learning", (3rd ed.), SkyLight Training and Publishing, USA. ISBN 1-57517-151-1

## 外部連結
- The Theory of Multiple Intelligences - Project SUMIT
- Multiple Intelligences in e-learning（页面存档备份，存于） - MIapp project
- 吉思維GeniusWay（页面存档备份，存于）華人地區推廣多元智能教育組織（繁體中文）
- 科技與多元智能，及課室內的應用（英文）
- 香港多元智能教育協會（页面存档备份，存于）（繁體中文）
- 多元智能訓練協會（页面存档备份，存于）（繁體中文）
- 【多元智能教育】教學大綱 - 台灣朝陽科技大學師資培訓中心（繁體中文）
- 多元智力理論：背景、意義、問題（页面存档备份，存于）（繁體中文）
- 南方網教育頻道：多元智能的奇跡（页面存档备份，存于）（简体中文）
- 论多元智能观的评价理论及其启示（简体中文）
- 真实评价的兴起及其内涵（简体中文）
- De Howard Gardner à Yves Richez: Une évolution des Intelligences Multiples （页面存档备份，存于）. En Terre d"Enfance.
- Yves Richez (2017). Détection et développement des talents en entreprise （页面存档备份，存于）.ISTE.
- Yves Richez (2018). Corporate Talent Detection and Development  （页面存档备份，存于）, Wiley Publishing.